# L. W. Myers
L. W. Myers (* um 1905; † 20. Jahrhundert) war eine walisische Badmintonspielerin. 

## Karriere
L. W. Myers siegte 1928 erstmals bei den Welsh International. Weitere Erfolge feierte sie dort 1929, 1930, 1932 und 1937. Im letztgenannten Jahr gewann sie auch die Dutch Open. In England war sie unter anderem bei den Middlesex Championships, den London Championships, den West of England Championships, den Berkshire Championships und den North London Championships erfolgreich.

## Sportliche Erfolge
| Saison | Veranstaltung       | Disziplin   | Platz | Name                          |
| ------ | ------------------- | ----------- | ----- | ----------------------------- |
| 1928   | Welsh International | Damendoppel | 1     | Marian Horsley / L. W. Myers  |
| 1929   | Welsh International | Damendoppel | 1     | Marian Horsley / L. W. Myers  |
| 1930   | Welsh International | Damendoppel | 1     | Marian Horsley / L. W. Myers  |
| 1932   | Welsh International | Damendoppel | 1     | L. W. Myers / Alice Woodroffe |
| 1937   | Dutch Open          | Damendoppel | 1     | L. W. Myers / J. R. Stewart   |
| 1937   | Welsh International | Damendoppel | 1     | L. W. Myers / Dorothy Colpoys |